# سكان بيرو

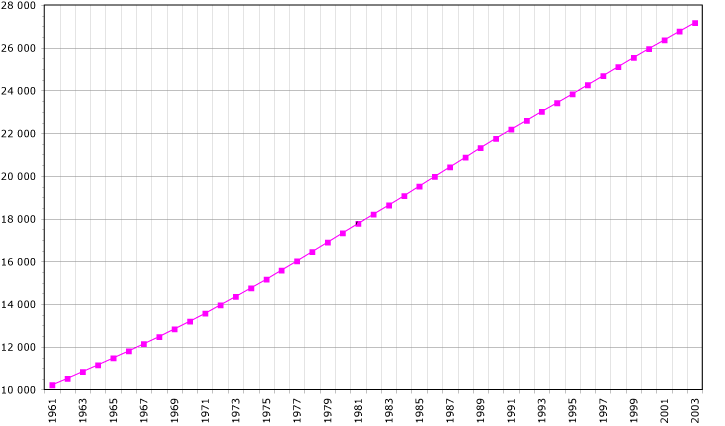

بيرو هي دولة متعددة الأعراق والأجناس، ومن هنا، فإنها ستكون متعددة الثقافات أيضا. تعداد السكان في بيرو لا يحتوي على معلومات عن الأصل العرقي ويوجد تقديرات تقريبية فقط بحيث تكون متاحة. يتألف سكان بيرو تقريباً من الهنود الحمر: 45 ٪، الهجناء: 37 ٪، أوروبا: 15 ٪، والآسيويون، المنحدرين من بيرو، وغيره: 3 ٪. تم العثور على الهنود الحمر في جنوب جبال الأنديز، على الرغم من أن جزءاً كبيراً يمكن العثور عليها في وسط الساحل الجنوبي، بسبب هجرة اليد العاملة من مناطق داخلية واسعة النطاق الأنديز النائية إلى المدن الساحلية، خلال العقود الأربعة الماضية. في حين أن جبال الأنديز هي «قلب» للسكان الأصليين في بيرو، أما البيض فيتواجد معظمهم في الساحل ومعظمهم من الأصول الأسبانية، الإيطالية، البريطانية، الفرنسية، الألمانية، الأيرلندية والكرواتية النسب.

## نظرة عامة
بيرو بلد متعدد الأعراق يتكون من خليط من مختلف الثقافات على مدى آلاف السنين. الهنود الحمر سكنوا بيرو لعدة آلاف من السنين قبل الغزو الأسباني في القرن الخامس عشر؛ فانتقلت الثقافة الأسبانية بسبب النفوذ وهي تمثل الأساس لبيرو في اليوم. ونتيجة للغزو حدث اتصال أوروبي أسباني مع بيرو، انخفض سكان بيرو من 9 ملايين في تقدير عام 1520 إلى نحو 600,000 في عام 1620. وقد حدث هذا في الغالب بسبب انتشار الجريمة في المجتمع البيروفي وليس بسبب الأمراض المُعدية. في الواقع، ومع انتشار مرض الجدري في بيرو فقد أدى إلى اضعاف إمبراطورية الأنكا، وحتى قبل وصول الغزو الأسباني. وخلافاً للأسبانيين، الهنود الأمريكيين ليست لديهم مناعة ضد المرض. لهذا السبب، هلك الكثير من الهنود الحمر، وحتى حاكم الأنكا واينا كاباك Wayna Capac  لم يسلم من المرض مما أدى إلى اندلاع حرب أهلية في إمبراطورية الأنكا التي سبقت الغزو الأسباني. وهكذا، فقد سهل الغزو بسبب ضعف إمبراطورية الأنكا الذي كان يتعافى من الحرب الأهلية، وتفشي أمراض غير معروفة على حد سواء.
ومع ذلك، فهناك أسباب أخرى لانخفاض عدد السكان من الهنود الحمر وتشمل معارك من أجل السيطرة والبقاء على قيد الحياة، ثم انهيار النظام الاجتماعي لإمبراطورية الأنكا، والمجاعة، والإبادة الجماعية، واستغلال الإنسان، والعمل القسري لاستخراج الذهب والفضة. بدأ العمل القسري بعد الغزو الأسباني.

## عدد السكان
يبلغ عدد سكان بيرو حوالي (28.674.757) يعيشون في مساحة تقدر بـ (1.285.220 كم)
وتنقسم اراضي بيرو إلى 3 اقسام رئيسية وهي:
1_ جانب غربي يكون على شكل شريط صحراوي يمتد على الساحل
2_ المنطقة الثانية هي المنطقة الجبلية واشهرها جبال الانديز وتغطي الثلوج قممه الشاهقة
3_ منطقة الغابات الاستوائية التي تغطي مساحة كبيرة على جانب حوض الامازون